# Jackson County (Kansas)
Jackson County je okres ve státě Kansas v USA. K roku 2010 zde žilo 13 462 obyvatel. Správním městem okresu je Holton. Celková rozloha okresu činí 1 704 km².